# Solanum edinense
Solanum edinense là loài thực vật có hoa trong họ Cà. Loài này được Berthault miêu tả khoa học đầu tiên năm 1911.